# Paul Scharner
Paul Josef Herbert Scharner (Scheibbs, 11 marzo 1980) è un ex calciatore austriaco, di ruolo difensore o centrocampista.

## Biografia
Sposato con Marlene, ha tre figli: Constantin, Benedict e Paul. Formato professionalmente in elettrotecnica, è appassionato di sci, lettura, motociclismo e biliardo.
Calciatore dal look eccentrico, è diventato noto anche per via dei suoi capelli, che ha anche colorato in diverse circostanze. Lasciato il Wigan nel 2010, infatti, ha colorato i suoi capelli con i colori sociali del club – bianco e blu – e si è fatto scrivere la parola "Thanx" sul retro della testa. In altri momenti, ha tinto i capelli di rosso, di rosso e blu e di nero e bianco.

## Caratteristiche tecniche
Scharner è stato un calciatore molto versatile, in grado di ricoprire diverse posizioni in campo, come difensore o centrale di centrocampo. Paul Jewell, manager che lo ha voluto al Wigan, lo ha descritto come "molto rapido, forte nel gioco aereo e in grado di giocare sia in difesa che a centrocampo".

## Carriera

### Club

#### Austria Vienna
Dopo aver giocato nel Purgstall dal 1987 al 1993, dal 1993 al 1996 ha fatto parte delle giovanili del St. Pölten. È entrato in quelle dell'Austria Vienna nel 1996, diventando professionista nel 1999. Aveva esordito in squadra in data 3 marzo 1998, in una sfida amichevole vinta per 5-1 contro l'Hellas Kagran. Il 24 aprile 1999 ha disputato invece la prima partita nella Bundesliga: ha sostituito Rašid Rachimov nella vittoria per 3-0 sul Ried. In quella che è stata la sua prima stagione come calciatore professionista, ha totalizzato 4 presenze in campionato.
Nell'annata seguente, il suo spazio in squadra è aumentato: Scharner ha infatti totalizzato 17 presenze, 12 delle quali in campionato e le restanti 5 nella coppa nazionale. Il 2 maggio 2000 è stato espulso per doppia ammonizione proprio nella sfida valida per la semifinale dell'ÖFB-Cup 1999-2000, persa per 3-2 contro il Salisburgo.
Nell'estate seguente, Scharner ed il suo Austria Vienna hanno partecipato alla Coppa Intertoto 2000: la squadra è stata eliminata dall'Udinese in semifinale, mancando così la qualificazione alla Coppa UEFA. Nella stagione 2000-2001, ha totalizzato 19 presenze tra tutte le competizioni.
Da luglio ad ottobre 2001, ha giocato nell'Untersiebenbrunn con la formula del prestito. In questo periodo, ha giocato 16 partite di campionato e ha messo a segno 5 reti. Tornato poi all'Austria Vienna, il 30 marzo 2002 ha realizzato la prima marcatura nella massima divisione austriaca, nella vittoria per 3-0 sullo Sturm Graz.
L'anno successivo, Scharner ha contribuito al raggiungimento del double da parte della sua squadra, che si è infatti aggiudicata le edizioni stagionali di Bundesliga e ÖFB-Cup. In virtù della qualificazione in Coppa UEFA della stagione precedente, ha potuto anche debuttare nella fase finale di una competizione per club: il 17 settembre 2002 è stato infatti impiegato come titolare nella vittoria per 5-1 sullo Shakhtar Donetsk.
Dopo la vittoria nell'ÖFB-Supercup, Scharner ha giocato 9 partite di campionato per l'Austria Vienna, fino a metà ottobre 2003. In quel momento, infatti, è stato escluso dalla prima squadra perché l'allenatore Joachim Löw voleva impiegarlo sulla fascia destra, posizione non gradita a Scharner. Successivamente, dopo aver rifiutato una sostituzione, il calciatore ha dichiarato: "io e l'allenatore abbiamo discusso riguardo alla posizione dove io avrei potuto aiutare maggiormente la squadra, ma l'allenatore mi ha utilizzato altrove. Ho già giocato in sette posizioni diverse. Ma sto continuando la mia battaglia". Per questo motivo, è stato sospeso dalla Nazionale austriaca ed è stato costretto a trovarsi una nuova squadra.

#### Salisburgo
A gennaio 2004, ha firmato un contratto valido fino al 30 giugno 2006 con il Salisburgo. Ha esordito in squadra il 21 febbraio 2004, schierato titolare nel pareggio a reti inviolate sul campo dello Sturm Graz. Il 13 marzo successivo ha realizzato la prima rete con questa maglia, nella sconfitta per 3-2 in casa dell'Admira/Wacker. In questa porzione di stagione, ha totalizzato 13 presenze in squadra con 2 reti all'attivo: il Salisburgo è riuscito ad evitare la retrocessione. Ha iniziato anche la stagione seguente con questa maglia, disputando 5 incontri e mettendo una rete a referto, per trasferirsi poi prima della conclusione della finestra di mercato estiva.

#### Brann
Scharner è stato ingaggiato dai norvegesi del Brann in data 31 agosto 2004. Il 13 settembre successivo ha esordito nell'Eliteserien, schierato titolare nella sconfitta casalinga per 1-2 contro lo Stabæk. Si è imposto rapidamente come una delle stelle della squadra. Il 30 ottobre 2004 ha realizzato la prima rete nella massima divisione locale, nel pareggio per 2-2 sul campo del Lillestrøm. Il 7 novembre, Scharner è stato schierato titolare nella finale del Norgesmesterskapet 2004: il Brann ha superato il Lyn Oslo con il punteggio di 4-1, aggiudicandosi così il trofeo.
Nell'annata seguente, Scharner ha giocato 25 delle 26 partite di campionato, mettendo a referto 6 reti. A fine stagione, è stato votato come miglior calciatore della squadra. Il giocatore, che non aveva mai fatto mistero di volersi confrontare con campionati maggiormente competitivi, è stato ceduto nel mese di dicembre 2005.

#### Wigan
Alla fine di dicembre 2005, Scharner è stato ufficialmente ingaggiato dagli inglesi del Wigan, formazione militante in Premier League: benché le cifre del trasferimento non fossero state rivelate, i media quantificarono in 2.000.000 di sterline il compenso finito nelle casse del Brann. L'acquisto del calciatore sarebbe stato definitivamente ratificato nel mese di gennaio, alla riapertura della finestra di trasferimento. Il 10 gennaio 2006, al debutto con la maglia dei Latics, Scharner ha realizzato la rete del definitivo 1-0 sull'Arsenal, nell'andata della semifinale della Football League Cup 2005-2006: subentrato all'infortunato Lee McCulloch nel corso del primo tempo, al 78º minuto della sfida ha siglato il gol della vittoria grazie ad un potente colpo di testa. L'esordio in Premier League è datato 15 gennaio, quando è stato schierato titolare nella sconfitta casalinga per 0-1 contro il West Bromwich. Il 31 gennaio, in occasione di una sfida contro l'Everton, ha realizzato la prima rete nella massima divisione inglese: la partita è terminata sul punteggio di 1-1. Nello stesso anno, il Wigan ha raggiunto la finale della Football League Cup contro il Manchester United, in cui è stato schierato titolare: i Red Devils si sono aggiudicati il trofeo con una vittoria per 4-0. Il Wigan ha chiuso la stagione al 13º posto in classifica, raggiungendo così la salvezza.
L'anno seguente, Scharner ha totalizzato 25 presenze in campionato e ha messo a segno 2 reti in campionato. La seconda di queste marcature si è rivelata particolarmente importante: il suo gol nella vittoria per 1-2 sul campo dello Sheffield United ha contribuito al raggiungimento della salvezza da parte del Wigan, permettendo infatti di superare in classifica l'avversario diretto, raggiungendo così la salvezza a suo discapito.
Nel campionato 2007-2008, Scharner ha giocato 37 delle 38 partite previste. L'austriaco ha trovato la via del gol già alla prima giornata, con una rete in rovesciata nel pareggio per 1-1 sul campo del West Ham. Successivamente, ha segnato altre tre marcature: contro il Manchester City (pareggio per 1-1), contro il Blackburn (vittoria per 5-3) e Derby County (vittoria per 2-0). In virtù delle sue prestazioni, Scharner è stato votato dai suoi tifosi come miglior calciatore della squadra nella stagione appena conclusa. Il 31 luglio 2014, il Wigan lo ha scelto come icona della stagione, con il 31% dei tifosi votanti che si è mostrato d'accordo con la decisione. A livello di squadra, il Wigan ha chiuso la stagione al 14º posto in classifica.
Nella stagione successiva, Scharner ha giocato 29 partite senza mai andare in rete. Il 22 marzo 2009, in occasione della vittoria per 1-0 sull'Hull City, è diventato il primo a calciatore a raggiungere quota 100 presenze in Premier League con la maglia del Wigan. La squadra ha chiuso la stagione all'11º posto.
Nel campionato 2009-2010, ultimo disputato in squadra prima del suo ritorno del 2013, ha giocato tutte le 38 partite previste. Sul finire di stagione, Scharner ha annunciato ufficialmente la sua volontà di lasciare il Wigan in scadenza di contratto. La sua squadra ha chiuso l'annata al 16º posto, raggiungendo la salvezza.

#### West Bromwich
Il 30 agosto 2010, il West Bromwich ha annunciato sul proprio sito d'aver ingaggiato Scharner, che si è legato al nuovo club con un contratto biennale. Ha esordito con la maglia dei Baggies in data 11 settembre, schierato titolare nel pareggio casalingo per 1-1 contro il Tottenham. James Morrison, suo compagno di squadra, ha elogiato le prime prestazioni dell'austriaco, complimentandosi per il suo impatto sul West Bromwich. Il 27 novembre ha realizzato la prima rete in squadra, nel successo per 1-4 sul campo dell'Everton. Il 30 aprile 2011, in occasione di una sfida contro l'Aston Villa, è stato espulso per doppia ammonizione: il West Bromwich ha comunque vinto l'incontro per 2-1. Ha chiuso la stagione 33 partite giocate in campionato, con 4 reti a referto: i Baggies si sono classificati all'11º posto, raggiungendo così la salvezza in Premier League.
Scharner è rimasto in forza al West Bromwich anche nella stagione seguente, disputando 29 partite di campionato e realizzando 3 reti: ha contribuito in questo modo al 10º posto finale della squadra. Il suo contratto prevedeva un rinnovo automatico nel caso in cui avesse disputato, in un minimo di 25 incontri, almeno 20 minuti di gioco. Mancato questo obiettivo, lo stesso Scharner ha dichiarato come non ci fossero state negoziazioni con il West Bromwich, motivo per cui avrebbe lasciato il club a parametro zero.

#### Amburgo
Arrivato ad Amburgo il 7 agosto 2012 per sostenere le visite mediche di rito, Scharner ha successivamente firmato un contratto biennale con l'omonima squadra locale. Il giocatore è stato presentato alla stampa il 10 agosto, in una conferenza convocata all'Imtech Arena. Ad inizio stagione, ha subito un infortunio ai legamenti del ginocchio che non gli ha permesso di conquistare un posto da titolare, allontanandolo dai campi per sei settimane. Ha esordito nella Bundesliga in data 21 ottobre 2012, subentrando a Son Heung-Min nella sconfitta casalinga per 0-1 contro lo Stoccarda. Il 10 novembre, alla sua seconda presenza in squadra – nonché la prima da titolare – contro il Friburgo, è stato espulso per doppia ammonizione. In seguito, ha giocato altre 2 partite con questa maglia, fino al mese di gennaio 2013: squalifiche e problemi fisici hanno contribuito a rendere la sua esperienza tedesca un insuccesso.

#### Ritorno al Wigan ed il ritiro
Il 31 gennaio 2013, il Wigan ha comunicato sul proprio sito internet d'aver raggiunto un accordo con l'Amburgo per il ritorno di Scharner al DW Stadium sulla base di un prestito fino al termine della stagione. Il calciatore, all'epoca al terzo posto per numero di presenze in Premier League con la maglia del Wigan (145, meglio di lui soltanto Emmerson Boyce e Maynor Figueroa, rispettivamente con 182 e 169 apparizioni), ha scelto il numero 33. È tornato a calcare i campi della Premier League il 2 febbraio, schierato dal primo minuto nel pareggio per 2-2 contro il Southampton. Nel corso della stagione, il Wigan ha raggiunto la finale di FA Cup 2012-2013, in cui si è trovato ad affrontare il Manchester City: Scharner, impiegato da titolare, ha contribuito al successo finale per 1-0, arrivato nei minuti di recupero grazie ad una rete di Ben Watson. Tre giorni più tardi, il Wigan è retrocesso dalla Premier League. L'austriaco ha chiuso la stagione con 18 presenze, senza mai andare a segno.
Rientrato ad Amburgo al termine del prestito, ha rescisso il contratto che lo legava al club in data 23 agosto 2013, con un anno d'anticipo sulla naturale scadenza dell'accordo. Scharner aveva comunque espresso la sua volontà di restare all'Amburgo nei mesi precedenti. In seguito, i rapporti con la squadra tedesca si erano inaspriti: a Scharner è stato infatti impedito di allenarsi con la prima squadra, mentre il giocatore ha accusato il club di non avergli mai concesso una possibilità. Benché nel comunicato ufficiale non se ne fosse fatta menzione, i media hanno sostenuto che a Scharner fosse stata riconosciuta una buonuscita di 450.000 euro per rescindere il contratto. Nel mese di settembre 2013, Scharner ha annunciato su Twitter il suo ritiro dall'attività agonistica.

### Nazionale
Scharner ha debuttato per la Nazionale austriaca in data 17 aprile 2002, in un'amichevole disputata a Vienna contro il Camerun e terminata 0-0. Nel 2003, a causa del suo alterco con Joachim Löw all'Austria Vienna, è stato sospeso dalla Nazionale. Il 24 agosto 2006, dopo un'amichevole contro l'Ungheria, Scharner ha annunciato il suo addio dalla Nazionale, accusando la federazione di non essere abbastanza professionale: il commissario tecnico Josef Hickersberger, per tutta risposta, ha promesso che il giocatore non avrebbe più fatto parte dell'Austria finché lui ne sarebbe stato il selezionatore. Ciò nonostante, nei mesi precedenti al campionato d'Europa 2008 che sarebbe stato ospitato da Austria e Polonia, Hickersberger ha riaperto ad un ritorno in Nazionale di Scharner: il 24 aprile 2008, però, il suo nome è stato escluso dai convocati per la manifestazione.
Tornato in Nazionale dopo il torneo, si è trovato a lavorare con un nuovo commissario tecnico, il ceco Karel Brückner. Successivamente, Dietmar Constantini è stato nominato selezionatore dell'Austria. Sotto la sua guida, la Nazionale ha mancato l'accesso al campionato d'Europa 2012, ma Costantini avrebbe dovuto completare comunque la campagna di qualificazione: il 7 settembre 2011, Scharner ha criticato questa decisione, offrendosi come allenatore-giocatore per le ultime partite. La federazione non ha gradito queste sue parole e ha affidato la guida della Nazionale a Willi Ruttensteiner, ad interim. Nel 2012, poche ore prima di un'amichevole contro la Turchia, Scharner ha annunciato il proprio ritiro dalla Nazionale austriaca, con l'obiettivo di concentrarsi solo sulla sua squadra di club, l'Amburgo. Tra il 2002 e il 2012, ha totalizzato 40 presenze per l'Austria.

## Statistiche

### Presenze e reti nei club
| Stagione              | Club                  | Campionato            | Campionato | Campionato | Coppe nazionali | Coppe nazionali | Coppe nazionali | Coppe continentali | Coppe continentali | Coppe continentali | Supercoppe | Supercoppe | Supercoppe | Totale | Totale |
| Stagione              | Club                  | Comp                  | Pres       | Reti       | Comp            | Pres            | Reti            | Comp               | Pres               | Reti               | Comp       | Pres       | Reti       | Pres   | Reti   |
| --------------------- | --------------------- | --------------------- | ---------- | ---------- | --------------- | --------------- | --------------- | ------------------ | ------------------ | ------------------ | ---------- | ---------- | ---------- | ------ | ------ |
| 1998-1999             | Austria Vienna        | BL                    | 4          | 0          | CA              | 0               | 0               | -                  | -                  | -                  | -          | -          | -          | 4      | 0      |
| 1999-2000             | Austria Vienna        | BL                    | 12         | 0          | CA              | 5               | 0               | -                  | -                  | -                  | -          | -          | -          | 17     | 0      |
| 2000-2001             | Austria Vienna        | BL                    | 14         | 0          | CA              | 1               | 0               | Int                | 4                  | 0                  | -          | -          | -          | 19     | 0      |
| lug.-ott. 2001        | Untersiebenbrunn      | EL                    | 16         | 5          | CA              | ?               | ?               | -                  | -                  | -                  | -          | -          | -          | 16+    | 5+     |
| ott. 2001-2002        | Austria Vienna        | BL                    | 16         | 1          | CA              | 0               | 0               | -                  | -                  | -                  | -          | -          | -          | 16     | 1      |
| 2002-2003             | Austria Vienna        | BL                    | 29         | 1          | CA              | 4               | 0               | CU                 | 4                  | 0                  | -          | -          | -          | 37     | 1      |
| 2003-gen. 2004        | Austria Vienna        | BL                    | 9          | 1          | CA              | 0               | 0               | UCL+CU             | 2+1                | 0                  | SA         | 1          | 0          | 13     | 1      |
| Totale Austria Vienna | Totale Austria Vienna | Totale Austria Vienna | 84         | 3          |                 | 10              | 0               |                    | 11                 | 0                  |            | 1          | 0          | 106    | 3      |
| gen.-giu. 2004        | Salisburgo            | BL                    | 13         | 2          | CA              | ?               | ?               | -                  | -                  | -                  | -          | -          | -          | 13+    | 2+     |
| lug.-ago. 2004        | Salisburgo            | BL                    | 5          | 1          | CA              | ?               | ?               | -                  | -                  | -                  | -          | -          | -          | 5+     | 1+     |
| Totale Salisburgo     | Totale Salisburgo     | Totale Salisburgo     | 18         | 3          |                 | ?               | ?               |                    | -                  | -                  |            | -          | -          | 18+    | 3+     |
| ago.-dic. 2004        | Brann                 | ES                    | 7          | 1          | CN              | 2               | 0               | -                  | -                  | -                  | -          | -          | -          | 9      | 1      |
| 2005                  | Brann                 | ES                    | 25         | 6          | CN              | 4               | 0               | CU                 | 4                  | 0                  | -          | -          | -          | 33     | 6      |
| Totale Brann          | Totale Brann          | Totale Brann          | 32         | 7          |                 | 6               | 0               |                    | 4                  | 0                  |            | -          | -          | 42     | 7      |
| gen.-giu. 2006        | Wigan                 | PL                    | 16         | 3          | FACup+CdL       | ?               | ?               | -                  | -                  | -                  | -          | -          | -          | ?      | ?      |
| 2006-2007             | Wigan                 | PL                    | 25         | 3          | FACup+CdL       | ?               | ?               | -                  | -                  | -                  | -          | -          | -          | ?      | ?      |
| 2007-2008             | Wigan                 | PL                    | 37         | 4          | FACup+CdL       | ?               | ?               | -                  | -                  | -                  | -          | -          | -          | ?      | ?      |
| 2008-2009             | Wigan                 | PL                    | 29         | 0          | FACup+CdL       | ?               | ?               | -                  | -                  | -                  | -          | -          | -          | ?      | ?      |
| 2009-2010             | Wigan                 | PL                    | 38         | 4          | FACup+CdL       | 1+1             | 0               | -                  | -                  | -                  | -          | -          | -          | 40     | 4      |
| 2010-2011             | West Bromwich         | PL                    | 33         | 4          | FACup+CdL       | 1+0             | 0               | -                  | -                  | -                  | -          | -          | -          | 34     | 4      |
| 2011-2012             | West Bromwich         | PL                    | 29         | 3          | FACup+CdL       | 0+1             | 0               | -                  | -                  | -                  | -          | -          | -          | 30     | 3      |
| Totale West Bromwich  | Totale West Bromwich  | Totale West Bromwich  | 62         | 7          |                 | 2               | 0               |                    | -                  | -                  |            | -          | -          | 64     | 7      |
| 2012-gen. 2013        | Amburgo               | BL                    | 4          | 0          | CG              | 0               | 0               | -                  | -                  | -                  | -          | -          | -          | 4      | 0      |
| gen.-giu. 2013        | Wigan                 | PL                    | 14         | 0          | FACup+CdL       | 4+0             | 0               | -                  | -                  | -                  | -          | -          | -          | 18     | 0      |
| Totale Wigan          | Totale Wigan          | Totale Wigan          | 159        | 14         |                 | 6+              | 0+              |                    | -                  | -                  |            | -          | -          | 165+   | 14+    |
| Totale                | Totale                | Totale                | 375        | 39         |                 | 26+             | 0+              |                    | 15                 | 0                  |            | -          | -          | 401+   | 39+    |

### Cronologia presenze e reti in Nazionale
| Cronologia completa delle presenze e delle reti in nazionale ― Austria | Cronologia completa delle presenze e delle reti in nazionale ― Austria | Cronologia completa delle presenze e delle reti in nazionale ― Austria | Cronologia completa delle presenze e delle reti in nazionale ― Austria | Cronologia completa delle presenze e delle reti in nazionale ― Austria | Cronologia completa delle presenze e delle reti in nazionale ― Austria | Cronologia completa delle presenze e delle reti in nazionale ― Austria | Cronologia completa delle presenze e delle reti in nazionale ― Austria |
| Data                                                                   | Città                                                                  | In casa                                                                | Risultato                                                              | Ospiti                                                                 | Competizione                                                           | Reti                                                                   | Note                                                                   |
| ---------------------------------------------------------------------- | ---------------------------------------------------------------------- | ---------------------------------------------------------------------- | ---------------------------------------------------------------------- | ---------------------------------------------------------------------- | ---------------------------------------------------------------------- | ---------------------------------------------------------------------- | ---------------------------------------------------------------------- |
| 17-4-2002                                                              | Vienna                                                                 | Austria                                                                | 0 – 0                                                                  | Camerun                                                                | Amichevole                                                             | -                                                                      |                                                                        |
| 18-5-2002                                                              | Leverkusen                                                             | Germania                                                               | 6 – 2                                                                  | Austria                                                                | Amichevole                                                             | -                                                                      | 63’                                                                    |
| 16-10-2002                                                             | Vienna                                                                 | Austria                                                                | 0 – 3                                                                  | Paesi Bassi                                                            | Qual. Euro 2004                                                        | -                                                                      | 80’                                                                    |
| 20-11-2002                                                             | Vienna                                                                 | Austria                                                                | 0 – 1                                                                  | Norvegia                                                               | Amichevole                                                             | -                                                                      | 5’                                                                     |
| 26-3-2003                                                              | Graz                                                                   | Austria                                                                | 2 – 2                                                                  | Grecia                                                                 | Amichevole                                                             | -                                                                      |                                                                        |
| 2-4-2003                                                               | Praga                                                                  | Rep. Ceca                                                              | 4 – 0                                                                  | Austria                                                                | Qual. Euro 2004                                                        | -                                                                      |                                                                        |
| 30-4-2003                                                              | Glasgow                                                                | Scozia                                                                 | 0 – 2                                                                  | Austria                                                                | Amichevole                                                             | -                                                                      | 46’                                                                    |
| 7-6-2003                                                               | Tiraspol                                                               | Moldavia                                                               | 1 – 0                                                                  | Austria                                                                | Qual. Euro 2004                                                        | -                                                                      | 76’ 82’                                                                |
| 11-6-2003                                                              | Innsbruck                                                              | Austria                                                                | 5 – 0                                                                  | Bielorussia                                                            | Qual. Euro 2004                                                        | -                                                                      |                                                                        |
| 31-3-2004                                                              | Bratislava                                                             | Slovacchia                                                             | 1 – 1                                                                  | Austria                                                                | Amichevole                                                             | -                                                                      |                                                                        |
| 8-10-2005                                                              | Manchester                                                             | Inghilterra                                                            | 1 – 0                                                                  | Austria                                                                | Qual. Mondiali 2006                                                    | -                                                                      | 74’                                                                    |
| 12-10-2005                                                             | Vienna                                                                 | Austria                                                                | 2 – 0                                                                  | Irlanda del Nord                                                       | Qual. Mondiali 2006                                                    | -                                                                      |                                                                        |
| 1-3-2006                                                               | Vienna                                                                 | Austria                                                                | 0 – 2                                                                  | Canada                                                                 | Amichevole                                                             | -                                                                      |                                                                        |
| 23-5-2006                                                              | Vienna                                                                 | Austria                                                                | 1 – 4                                                                  | Croazia                                                                | Amichevole                                                             | -                                                                      |                                                                        |
| 16-8-2006                                                              | Graz                                                                   | Austria                                                                | 1 – 2                                                                  | Ungheria                                                               | Amichevole                                                             | -                                                                      | 70’ 87’                                                                |
| 20-8-2008                                                              | Nizza                                                                  | Italia                                                                 | 2 – 2                                                                  | Austria                                                                | Amichevole                                                             | -                                                                      | 46’                                                                    |
| 6-9-2008                                                               | Vienna                                                                 | Austria                                                                | 3 – 1                                                                  | Francia                                                                | Qual. Mondiali 2010                                                    | -                                                                      |                                                                        |
| 10-9-2008                                                              | Marijampolė                                                            | Lituania                                                               | 2 – 0                                                                  | Austria                                                                | Qual. Mondiali 2010                                                    | -                                                                      | 66’                                                                    |
| 11-10-2008                                                             | Tórshavn                                                               | Fær Øer                                                                | 1 – 1                                                                  | Austria                                                                | Qual. Mondiali 2010                                                    | -                                                                      |                                                                        |
| 15-10-2008                                                             | Vienna                                                                 | Austria                                                                | 1 – 3                                                                  | Serbia                                                                 | Qual. Mondiali 2010                                                    | -                                                                      |                                                                        |
| 19-11-2008                                                             | Vienna                                                                 | Austria                                                                | 2 – 4                                                                  | Turchia                                                                | Amichevole                                                             | -                                                                      | 87’                                                                    |
| 11-2-2009                                                              | Graz                                                                   | Austria                                                                | 0 – 2                                                                  | Svezia                                                                 | Amichevole                                                             | -                                                                      | 83’                                                                    |
| 1-4-2009                                                               | Klagenfurt am Wörthersee                                               | Austria                                                                | 2 – 1                                                                  | Romania                                                                | Qual. Mondiali 2010                                                    | -                                                                      | 59’                                                                    |
| 6-6-2009                                                               | Belgrado                                                               | Serbia                                                                 | 1 – 0                                                                  | Austria                                                                | Qual. Mondiali 2010                                                    | -                                                                      | Cap. 64’                                                               |
| 12-8-2009                                                              | Klagenfurt am Wörthersee                                               | Austria                                                                | 0 – 2                                                                  | Camerun                                                                | Amichevole                                                             | -                                                                      | Cap. 40’                                                               |
| 9-9-2009                                                               | Bucarest                                                               | Romania                                                                | 1 – 1                                                                  | Austria                                                                | Qual. Mondiali 2010                                                    | -                                                                      | Cap. 60’                                                               |
| 10-10-2009                                                             | Innsbruck                                                              | Austria                                                                | 2 – 1                                                                  | Lituania                                                               | Qual. Mondiali 2010                                                    | -                                                                      | Cap.                                                                   |
| 14-10-2009                                                             | Parigi                                                                 | Francia                                                                | 3 – 1                                                                  | Austria                                                                | Qual. Mondiali 2010                                                    | -                                                                      | Cap.                                                                   |
| 18-11-2009                                                             | Vienna                                                                 | Austria                                                                | 1 – 5                                                                  | Spagna                                                                 | Amichevole                                                             | -                                                                      | Cap.                                                                   |
| 3-3-2010                                                               | Vienna                                                                 | Austria                                                                | 2 – 1                                                                  | Danimarca                                                              | Amichevole                                                             | -                                                                      |                                                                        |
| 8-10-2010                                                              | Vienna                                                                 | Austria                                                                | 3 – 0                                                                  | Azerbaigian                                                            | Qual. Euro 2012                                                        | -                                                                      |                                                                        |
| 12-10-2010                                                             | Bruxelles                                                              | Belgio                                                                 | 4 – 4                                                                  | Austria                                                                | Qual. Euro 2012                                                        | -                                                                      | 68’                                                                    |
| 17-11-2010                                                             | Vienna                                                                 | Austria                                                                | 1 – 2                                                                  | Grecia                                                                 | Amichevole                                                             | -                                                                      | 69’                                                                    |
| 29-3-2011                                                              | Istanbul                                                               | Turchia                                                                | 2 – 0                                                                  | Austria                                                                | Qual. Euro 2012                                                        | -                                                                      | 90+2’                                                                  |
| 3-6-2011                                                               | Vienna                                                                 | Austria                                                                | 1 – 2                                                                  | Germania                                                               | Qual. Euro 2012                                                        | -                                                                      | 80’                                                                    |
| 6-9-2011                                                               | Vienna                                                                 | Austria                                                                | 0 – 0                                                                  | Turchia                                                                | Qual. Euro 2012                                                        | -                                                                      |                                                                        |
| 7-10-2011                                                              | Baku                                                                   | Azerbaigian                                                            | 1 – 4                                                                  | Austria                                                                | Qual. Euro 2012                                                        | -                                                                      |                                                                        |
| 11-10-2011                                                             | Astana                                                                 | Kazakistan                                                             | 0 – 0                                                                  | Austria                                                                | Qual. Euro 2012                                                        | -                                                                      |                                                                        |
| 1-6-2012                                                               | Innsbruck                                                              | Austria                                                                | 3 – 2                                                                  | Ucraina                                                                | Amichevole                                                             | -                                                                      |                                                                        |
| 5-6-2012                                                               | Innsbruck                                                              | Austria                                                                | 0 – 0                                                                  | Romania                                                                | Amichevole                                                             | -                                                                      |                                                                        |
| Totale                                                                 |                                                                        | Presenze                                                               | 40                                                                     |                                                                        | Reti                                                                   | 0                                                                      |                                                                        |

## Palmarès

### Giocatore

#### Club

##### Competizioni nazionali
- Campionato austriaco: 1

Austria Vienna: 2002-2003
- Coppa d'Austria: 1

Austria Vienna: 2002-2003
- Supercoppa d'Austria: 1

Austria Vienna: 2003
- Coppa di Norvegia: 1

Brann: 2004
- Coppa d'Inghilterra: 1

Wigan: 2012-2013